# Huberth Károly Tádé
Huberth Károly Tádé (Attrak (Nyitra vármegye), 1787. március 11. (keresztelés napja) – Szeged, 1825. december 11.) bölcseleti doktor, piarista áldozópap.

## Élete
1802. május 16-án Nyitrán lépett a rendbe; tanár volt 1805-ben Sátoraljaújhelyben, 1806-08-ban Nyitrán; bölcselethallgató volt 1809-10-ben Vácon (ahol augusztus 26-án miséspappá szenteltetett föl), 1811-14-ben teológus Kalocsán; ismét gimnáziumi tanár volt 1815-17-ben Temesvárott, 1818-20-ban bölcselettanár, 1821-ben Debrecenben a humaniorák tanára, 1823-25-ben Szegeden a mennyiségtant tanította.

## Munkái
- Ode ad lib. regiamque civitatem Temesvariensem, quum suae a potestate turcarum libertatis seculum compleret 13. Okt. 1816. a scholis piis in eadem civitate. Temesvarini
- Ladislao Bagossy post absolutas humaniores literas moesto funere elato cecinit tristis iuventus scholastica die 21. Aug. 1817. Temesvarini
- Adm. rev. ac eximio patri Martino Bolla S. P. praep. provinciali Claudiopolitani domum invisenti. 1818. Temesvarini
- Ode ex. ac ill. dno Georgio comiti Bánffi... status actuali intimo consiliario et per M. Transilvaniae principatum partesque eidem reapplicatas gubernatori regio, dum festum sui nominis celebraret, a collegio scholarum piarum Claudiopolitano dicata 1819. Temesvarini
- Ex., ill., ac rev. dno Alexandro Rudnay de eadem... episcopo Transilvaniae... ut supremo per Transilvaniam scholarum cath. directori, gubernacula r. lycei Claudiopolitani capessenti, idem lyceum 1819 (Claudiopoli, költ.)
- Ode cels., ac rev. dno Rudnay de eadem... principi archiepiscopi Strigoniensi... e Transilvania abire paranti e collegio scholarum piarum Claudiopolitano devote oblata. 1819 (Claudiopoli.
- Ode rev. dno Joanni Chrysost. Szabó, capituli Alba-Caroliensis canonico, dum is abbatialem infulam et consiliarii regii honorem nec non apud exc. r. gubernium in ecclesiast. et literariis munus referentis adipisceretur, a collegio schol. piarum Claudiopolitano oblata. Anno d. 1819. die 18. Apr. (Claudiopoli)
- Ad exc. ac ill. d. L. B. Joannem Josika, dum per M. Transilvaniae principatum regii guberni pro-praeses inauguraretur. Claudiopoli, 1819. Claudiopoli
- Ode rev. d. Stephano Tokody abbati de Egyed... dum per i. districtum litterarim M.-Varadiensem superior schol. et studiorum director regius inauguraretur. Debrecini, 1820
- Ode magn. ac spect. dno Josepho Szent Iványi de eadem, dum i. tabulae district. TransTibiscanae praeses inauguraretur. Debrecini, 1820
- Ode magn. ac rev. dno Stephano Tokody abbati de Egyed... quum r. schol. piarum Debrecinense gymnasium inviseret, ab eodem devotissime oblata. 1821. Debrecini
- Elementa architecturae civilis e scriptoribus probatis selecta. Szegedini, 1824 (1 rézm. táblával, 2. kiadás. Szegedini, 1829)
- Elegia adm. rev. patri Martino Bolla, provinciae Hungariae et Transilvaniae praeposito provinciali, quum sacrum presbyteratus sui jubilaeum die 21. aug. 1825. solenniter celebraret, devotissime sacrata. Pesthini